# El negro que tenía el alma blanca (película de 1927)
El negro que tenía el alma blanca es un drama de coproducción franco-española estrenado en 1927. Fue dirigida por Benito Perojo y protagonizada en los papeles principales por Concha Piquer y Raymond de Sarka.
Se trata de la primera adaptación de la novela homónima de Alberto Insúa escrita en 1922, a las que siguieron El negro que tenía el alma blanca (1934) y El negro que tenía el alma blanca (1951), dirigidas por Benito Perojo y Hugo del Carril, respectivamente.

## Sinopsis
Peter Wald es un famoso bailarín negro de “music-hall” que debuta en Madrid. Su verdadero nombre es Pedro Valdés y, antes de ser conocido, trabajó como criado en la casa de los marqueses de Arencibia, de la cual huyó para evitar el trato racista al que le sometía uno de los miembros de la familia. Cuando Peter conoce a Emma en el teatro en el que actúa, le da la oportunidad de que se convierta en su pareja de baile. Peter está enamorado de ella y le declara su amor, sin embargo, Emma le rechaza al sentir una mezcla de recelo y rechazo físico por su color negro. Finalmente Peter enferma y en su lecho de muerte Emma le pide inútilmente que se cure para que puedan casarse.

## Reparto
- Concha Piquer como Emma
- Raymond de Sarka como Peter Wald
- Valentín Parera como Marqués de Arencibia
- José Agüeras
- Joaquín Carrasco
- Marguerite de Morlaye
- Andrews Engelmann